# Nyikaplatån
Nyikaplatån är en platå i Malawi och Zambia.